# H. R. McMaster

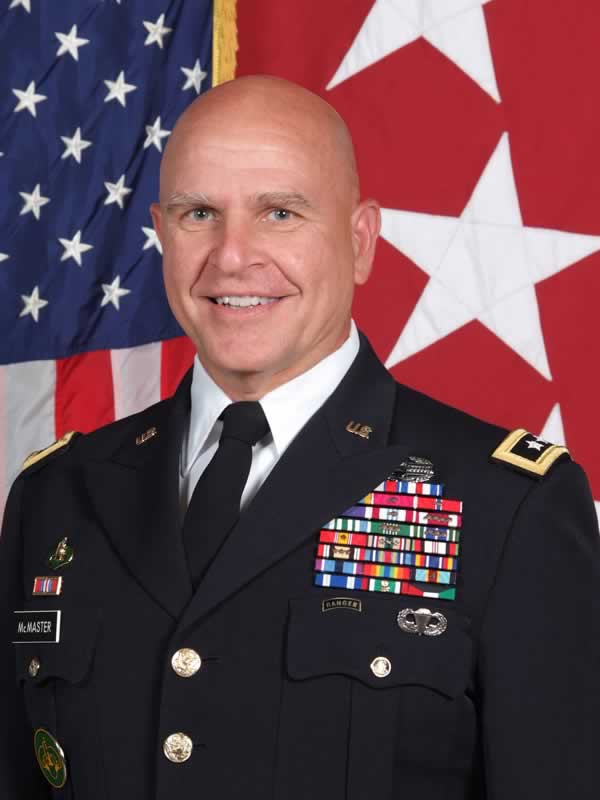
H. R. McMaster (2014)

Herbert Raymond „H. R.“ McMaster (* 24. Juli 1962 in Philadelphia, Pennsylvania) ist ein US-amerikanischer Offizier der US Army; seit Juli 2014 war er Lieutenant General. Vom 20. Februar 2017 bis zum 9. April 2018 war er Nationaler Sicherheitsberater unter US-Präsident Donald Trump. Am 22. März 2018 gab Trump McMasters Rücktritt bekannt.

## Laufbahn
McMaster besuchte die High School der Valley Forge Military Academy in Wayne, Pennsylvania, und machte dort 1980 seinen Abschluss. 1984 beendete er die United States Military Academy in West Point, New York. Er hat einen Ph.D. in Militärgeschichte der University of North Carolina at Chapel Hill. Von 1994 bis 1996 war er als Professor für Geschichte nochmals an der United States Military Academy eingesetzt.
Als Soldat ist er hochdekoriert. Er wurde u. a. mit der Army Distinguished Service Medal und dem Silver Star ausgezeichnet. Im Laufe seiner Dienstzeit war er auch beim 2. US-Kavallerieregiment und dem 4. US-Kavallerieregiment (7. US-Armee) in Deutschland stationiert. Außerdem war er im Zweiten Golfkrieg im Einsatz, später in Afghanistan und dem Irak. Vor seiner Berufung zum Nationalen Sicherheitsberater war er Befehlshaber („Director“) des United States Army Capabilities Integration Center (ARCIC) sowie stellvertretender Kommandierender General des United States Army Training and Doctrine Command (TRADOC) in Fort Monroe, Hampton (Virginia). Time 100 listete ihn 2014 in der Kategorie „Pioneers“ und bezeichnete ihn als „The architect of the future U.S. Army“.

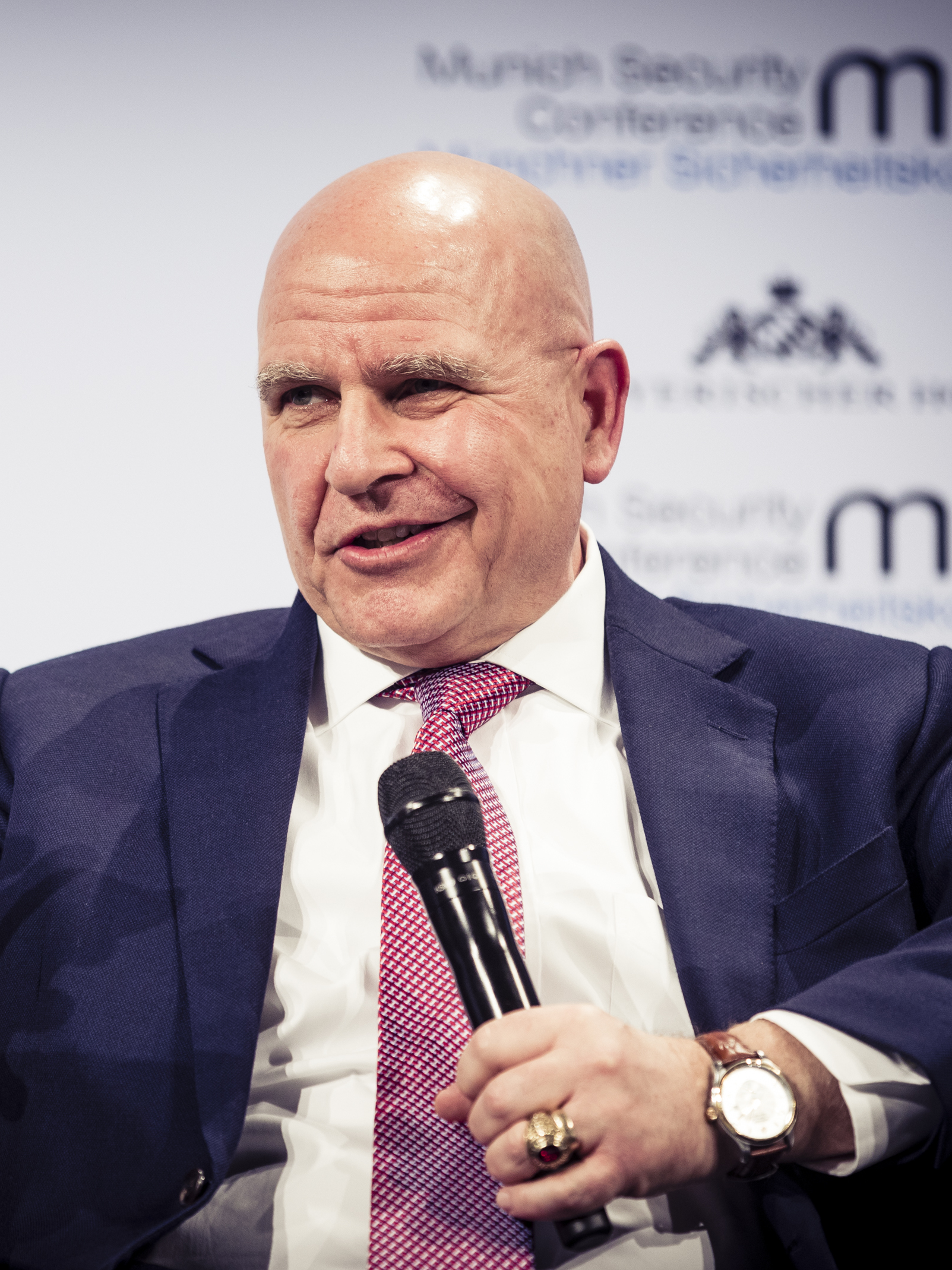
McMaster während der 54. MSC 2018

Am 20. Februar 2017 nominierte ihn Präsident Donald Trump als Nationalen Sicherheitsberater. McMaster musste vom US-Senat bestätigt werden, da er den aktiven Militärdienst für sein neues Amt nicht quittieren wollte. Diese Bestätigung erfolgte am 15. März 2017. Sein Vorgänger Michael T. Flynn war am 13. Februar 2017 zurückgetreten.
Zwischen McMaster und Trump entwickelte sich kein enges Verhältnis. Noch vor dem Antritt McMasters im Weißen Haus verspottete Trump dessen Aussehen als das eines Bierverkäufers. McMaster pflegte dem Präsidenten bei der Darlegung der Sicherheitslage die Vor- und Nachteile von Entscheidungen zu erläutern, was Trump irritierte, der nur eine Option bevorzugte, der er zustimmen oder die er ablehnen konnte. Anderen Berichten zufolge vertrat McMaster interventionistische Positionen, die Trumps isolationistischen Tendenzen zuwiderliefen:
„After a North Korean missile test in 2017, McMaster sought options for an immediate military attack during a call with then-Defense Secretary James Mattis and then-Secretary of State Rex Tillerson.“
McMaster soll Trump verärgert haben mit der Bemerkung bei der Münchner Sicherheitskonferenz Mitte Februar 2018, es sei „unwiderlegbar korrekt“, dass Russland in die Präsidentschaftswahl 2016 eingegriffen habe.
Am 22. März 2018 gab US-Präsident Donald Trump über seinen Twitter-Account bekannt, dass H. R. McMaster zum 9. April 2018 zurücktreten wird. Sein Nachfolger wurde John R. Bolton, der unter Präsident George W. Bush US-Botschafter bei den Vereinten Nationen gewesen war. McMaster sagte in einem Interview, er hätte es vorgezogen, bis zum Sommer im Dienst zu bleiben, doch der Termin entspreche am besten dem, was gut für das Land und den Präsidenten sei. Er scheidet auch aus dem Militärdienst aus.

## Positionen

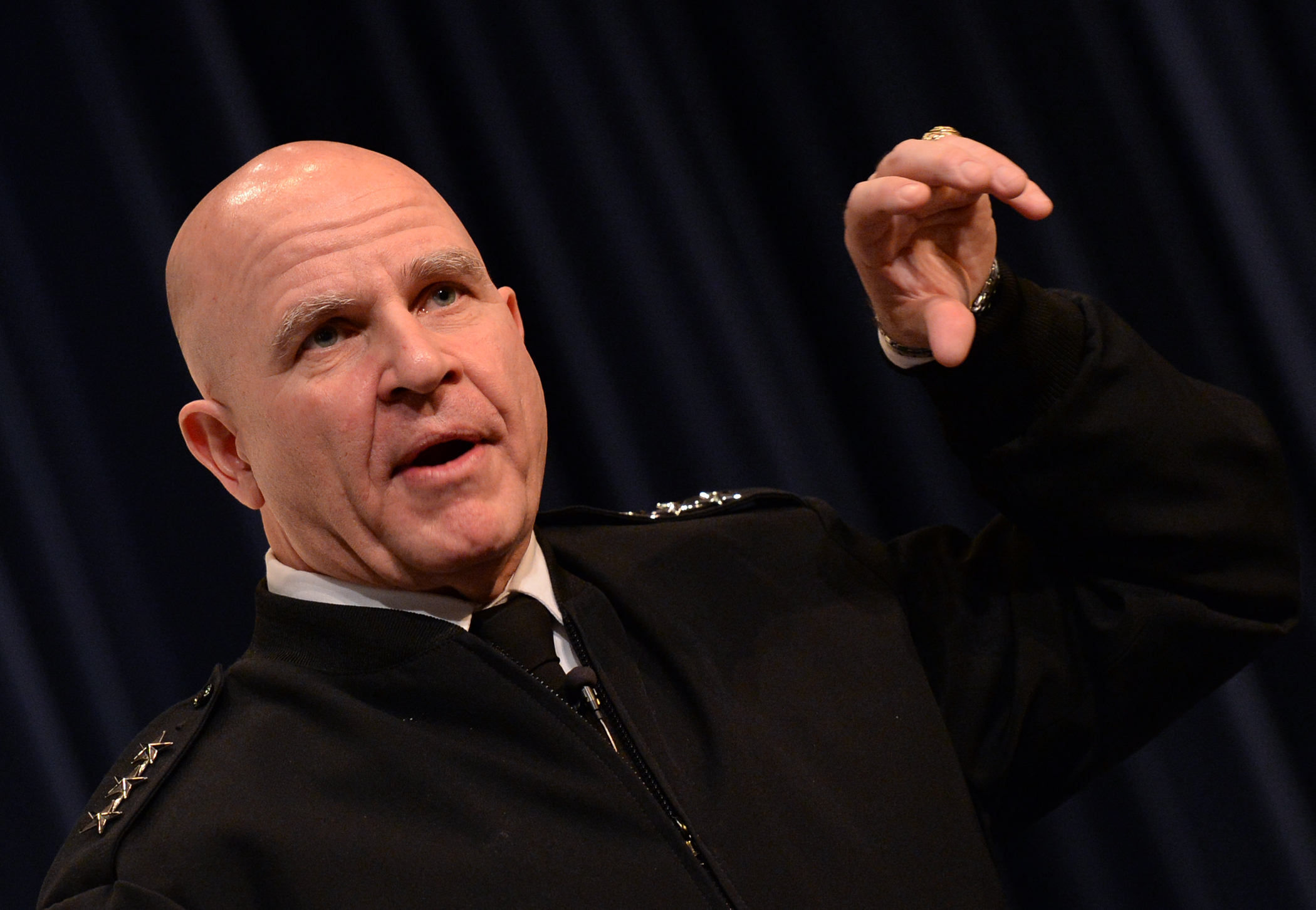
McMaster (2016)

In seiner Dissertation, die unter dem Titel Dereliction of Duty: Lyndon Johnson, Robert McNamara, The Joint Chiefs of Staff, and the Lies that Led to Vietnam veröffentlicht wurde, vertrat McMaster die Meinung, der Vietnamkrieg sei in Washington, D.C. verloren worden, nicht in den Medien oder auf dem Schlachtfeld. Präsident Lyndon B. Johnson und vor allem dessen unfähige militärische Berater seien dafür verantwortlich gewesen, dass der Vietnamkrieg für die Amerikaner in einem Desaster endete. Die Berater hätten ihren Präsidenten nicht mit wirklich relevanten Informationen über den Vietnamkrieg versorgt, sondern ihm das gesagt, was er hören wollte.
McMaster äußerte die Meinung, der von Präsident George W. Bush begonnene Irakkrieg sei unzureichend geplant worden und zeuge von „intellektuellem Versagen“.
Präsident Obamas Entscheidung, im Kampf gegen die Terrororganisation „Islamischer Staat“ keine Bodentruppen einzusetzen, hielt McMaster für falsch. Man müsse in der Lage sein, zurückeroberte Gebiete auch zu halten, sagte er. McMaster warnte Obama vor einer Verkleinerung der US Army; diese könne künftig zu klein sein, „um unsere Nation zu schützen“.

## Schriften
- At War with Ourselves: My Tour of Duty in the Trump White House. Harper, New York 2024, ISBN 978-0-06-289950-7.
- Dereliction of Duty: Lyndon Johnson, Robert McNamara, The Joint Chiefs of Staff, and the Lies that Led to Vietnam. Harper Perennial, New York 1997, ISBN 0-06-018795-6.